# Jouvence de l'Abbé Soury
Pour les articles homonymes, voir Soury.
Ne doit pas être confondu avec Abésouris.
La Jouvence de l’Abbé Soury est une solution à base de plantes, inventée au milieu du XVIIIe siècle, par l'abbé Gilbert Soury (1732-1810) et initialement nommée « Tisane des deux abbés », en l'honneur de son maître, l'abbé Delarue, curé de Celloville,.

## Industrialisation

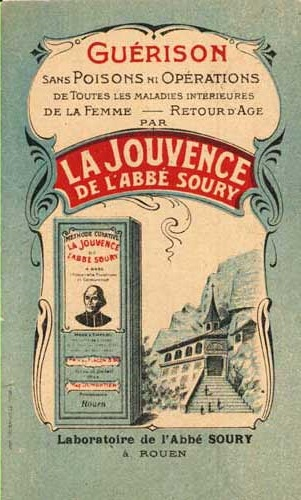
Publicité dans Le Journal de Rouen, en 1910.

Après la mort de l'abbé Gilbert Soury, la recette du remède se transmet dans sa famille de génération en génération. C'est ainsi qu'au XIXe siècle, elle est commercialisée à plus grande échelle et industrialisée par le pharmacien Magloire Dumontier, son arrière-petit-neveu. Enfin, en 1951, l'Agence nationale de sécurité du médicament autorise la mise sur le marché du produit. Elle est actuellement commercialisée par le laboratoire Omega-Pharma (France) sous forme de solution, comprimés ou gel,.
Cette solution est utilisée pour les troubles de la circulation et leurs diverses manifestations et a un but veinotonique, vasoconstricteur et anti-inflammatoire, mais ces propriétés ne sont pas démontrées cliniquement. Avec 2 millions de boîtes vendues annuellement, et après plus de 250 ans d’existence, elle est, en 1996, le leader des médicaments veinotoniques non remboursables en France, car au service médical jugé insuffisant.

## Galénique
Cette solution est commercialisée classiquement sous trois galéniques :
- comprimé (boîte de 180) ;
- solution buvable (flacon de 210 ml) ;
- gel (tube de 100 g).

Il existe des variations comme la Jouvence Gelée Ultra Fresh à visée cosmétique et la Jouvence Ampoules Ultra Tonic.

## Substances actives
Jouvence de l’Abbé Soury comprimés et solution contiennent les mêmes plantes, :
- Hamamélis
- Viorne
- Calamus
- Piscidia

Excipients :
- Condurango
- Anis
- Cannelle

La Jouvence Gelée Ultra Fresh est formulée à base de marron d’Inde, de vigne rouge et de menthol.